# Mandi
Mandi là một thành phố và là nơi đặt hội đồng đô thị (municipal council) của quận Mandi thuộc bang Himachal Pradesh, Ấn Độ.

## Địa lý
Mandi có vị trí 31°43′B 76°55′Đ / 31,72°B 76,92°Đ Nó có độ cao trung bình là 1044 mét (3425 feet).

## Nhân khẩu
Theo điều tra dân số năm 2001 của Ấn Độ, Mandi có dân số 26.858 người. Phái nam chiếm 53% tổng số dân và phái nữ chiếm 47%. Mandi có tỷ lệ 84% biết đọc biết viết, cao hơn tỷ lệ trung bình toàn quốc là 59,5%: tỷ lệ cho phái nam là 86%, và tỷ lệ cho phái nữ là 82%. Tại Mandi, 10% dân số nhỏ hơn 6 tuổi.

### Gallery

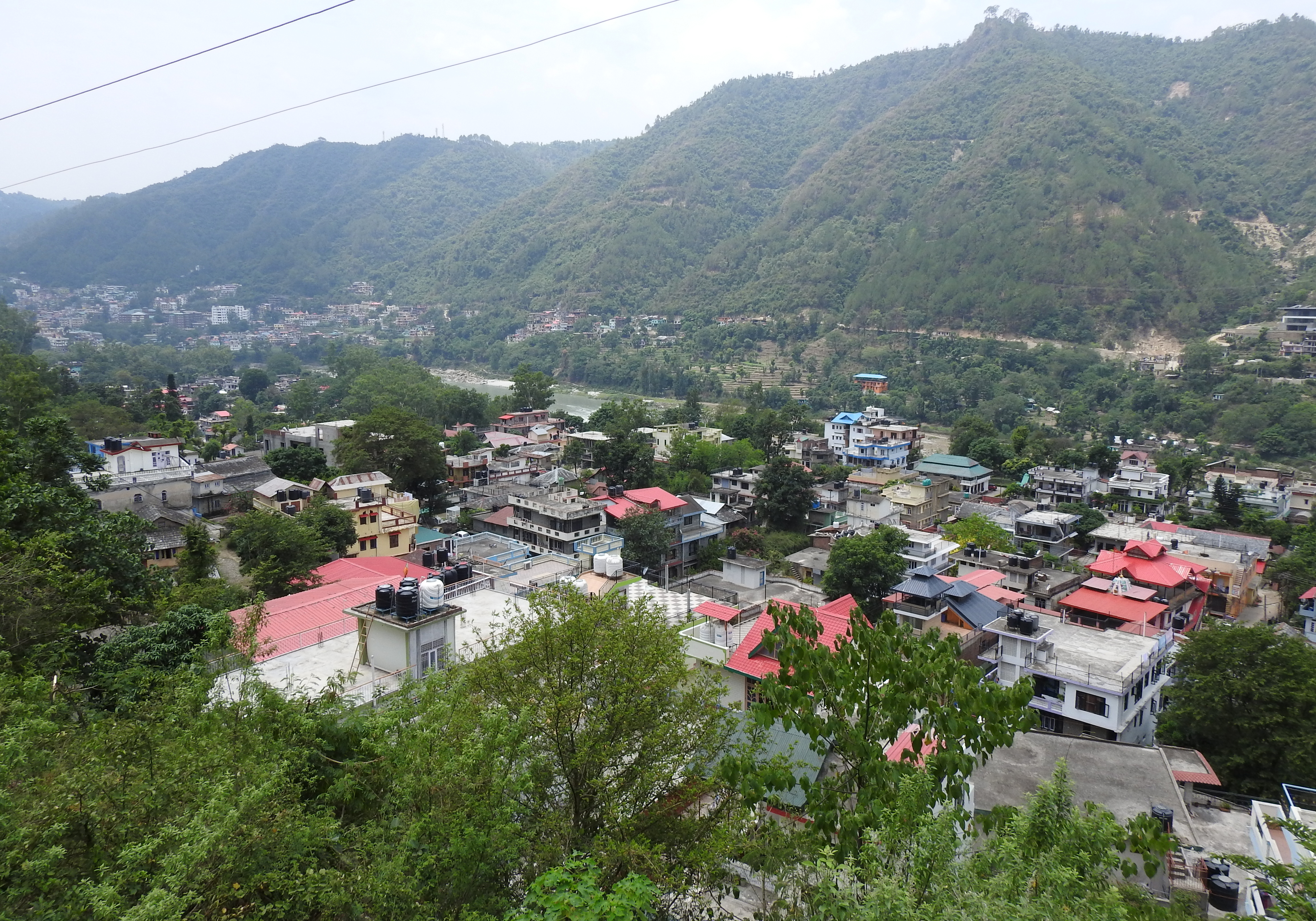
Mandi town
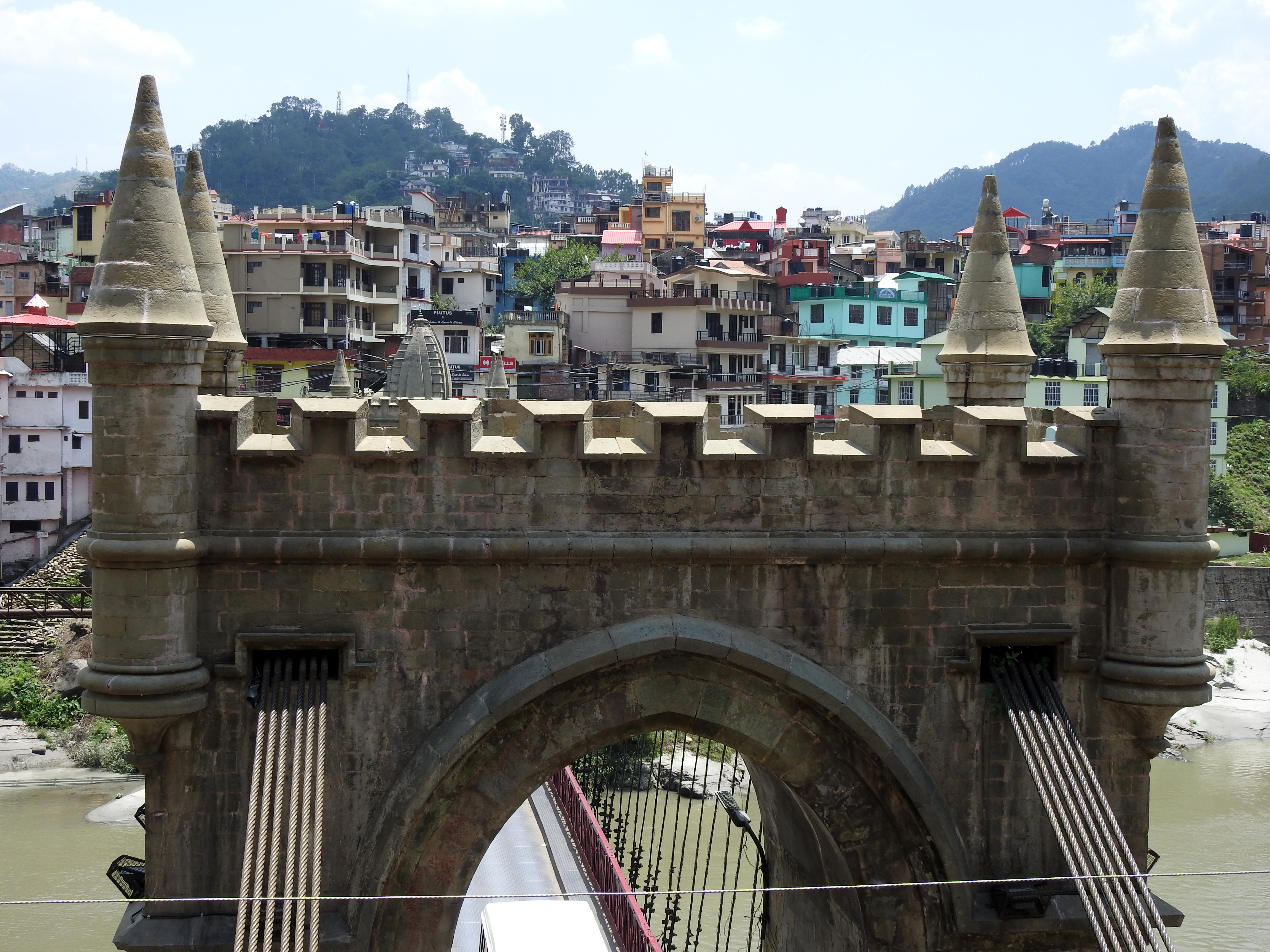
Victoria Bridge,Mandi closer view
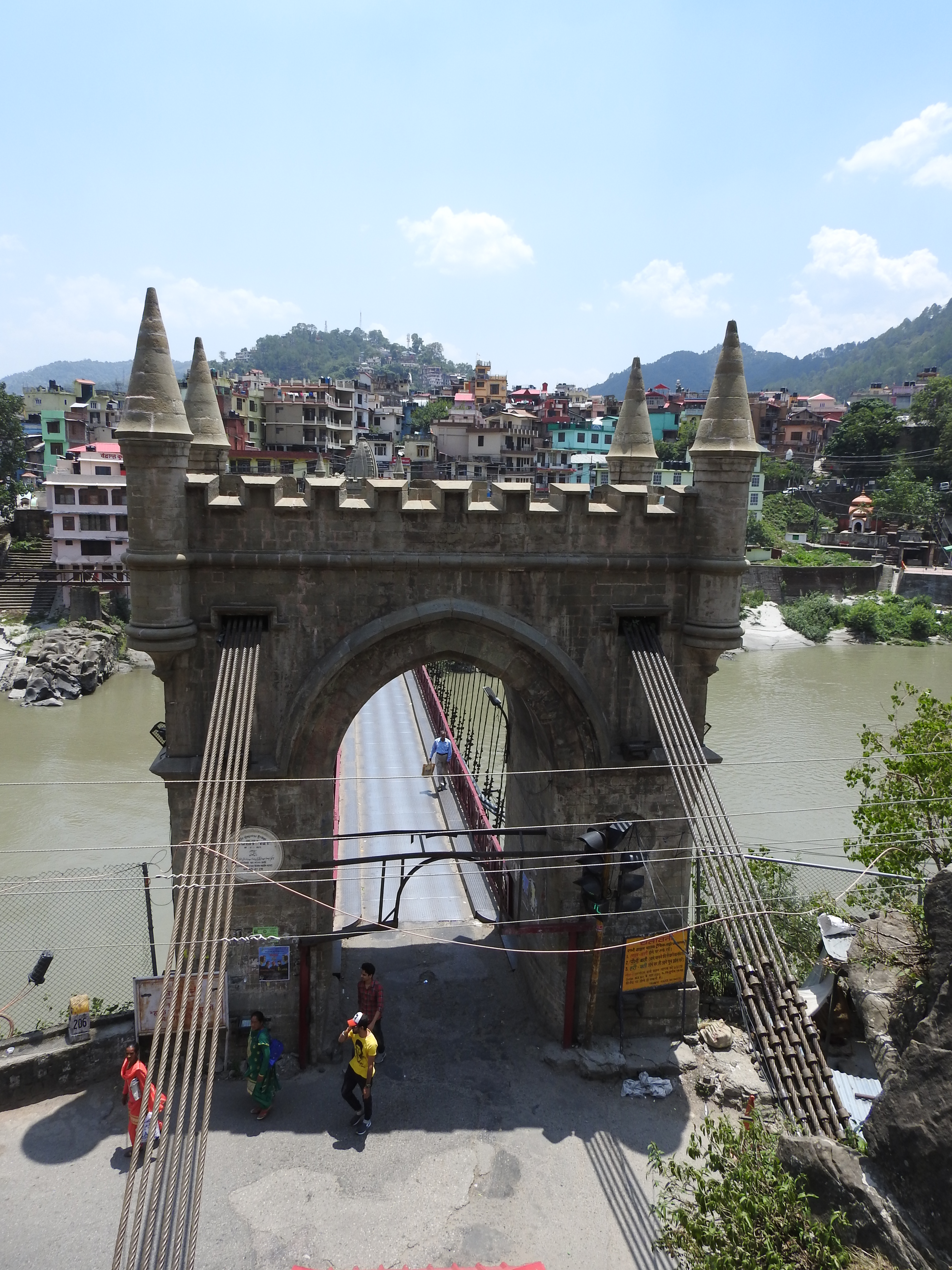
Victoria Bridge,Mandi full view
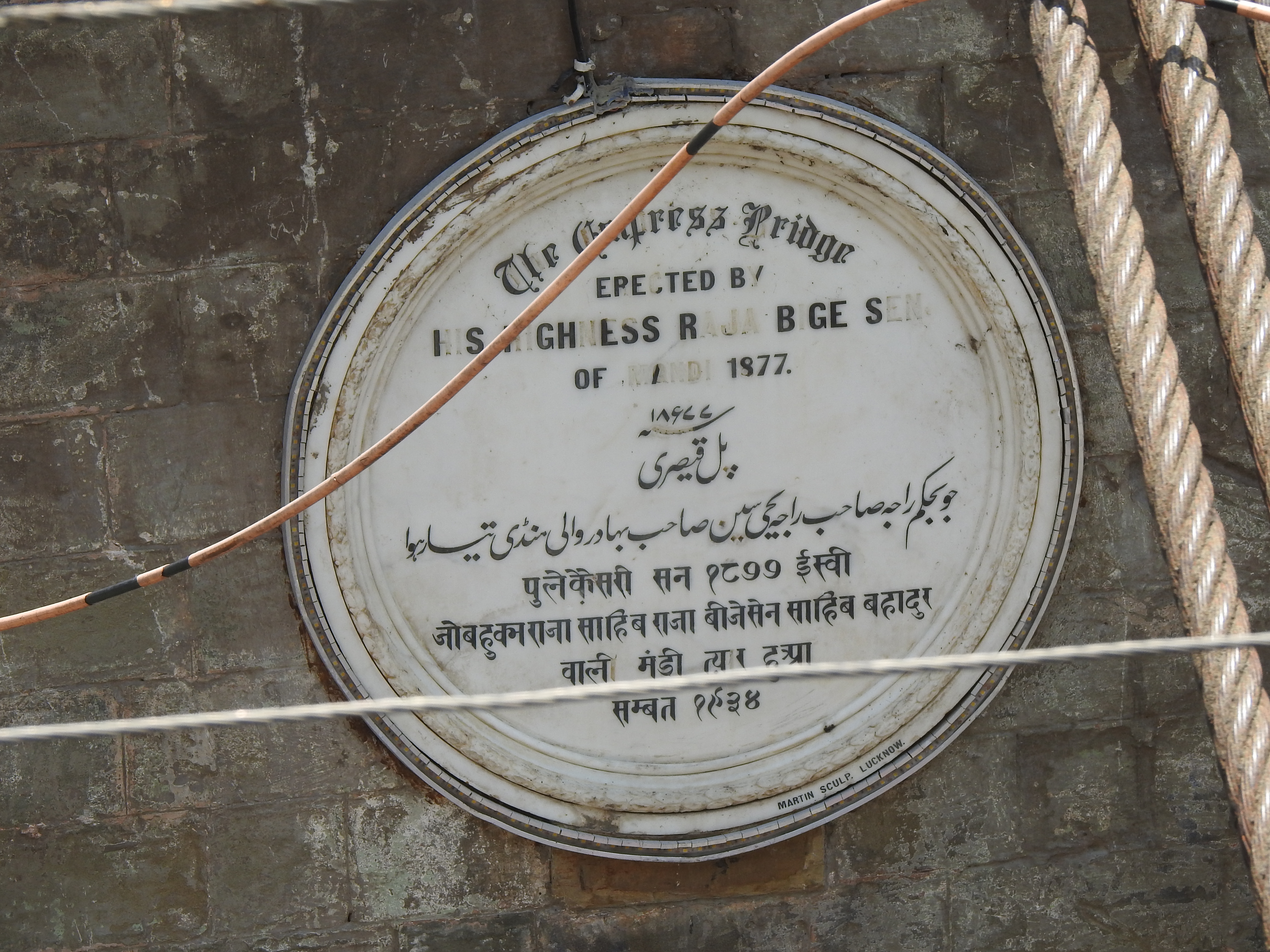
Victoria Bridge,Mandi,inscription board
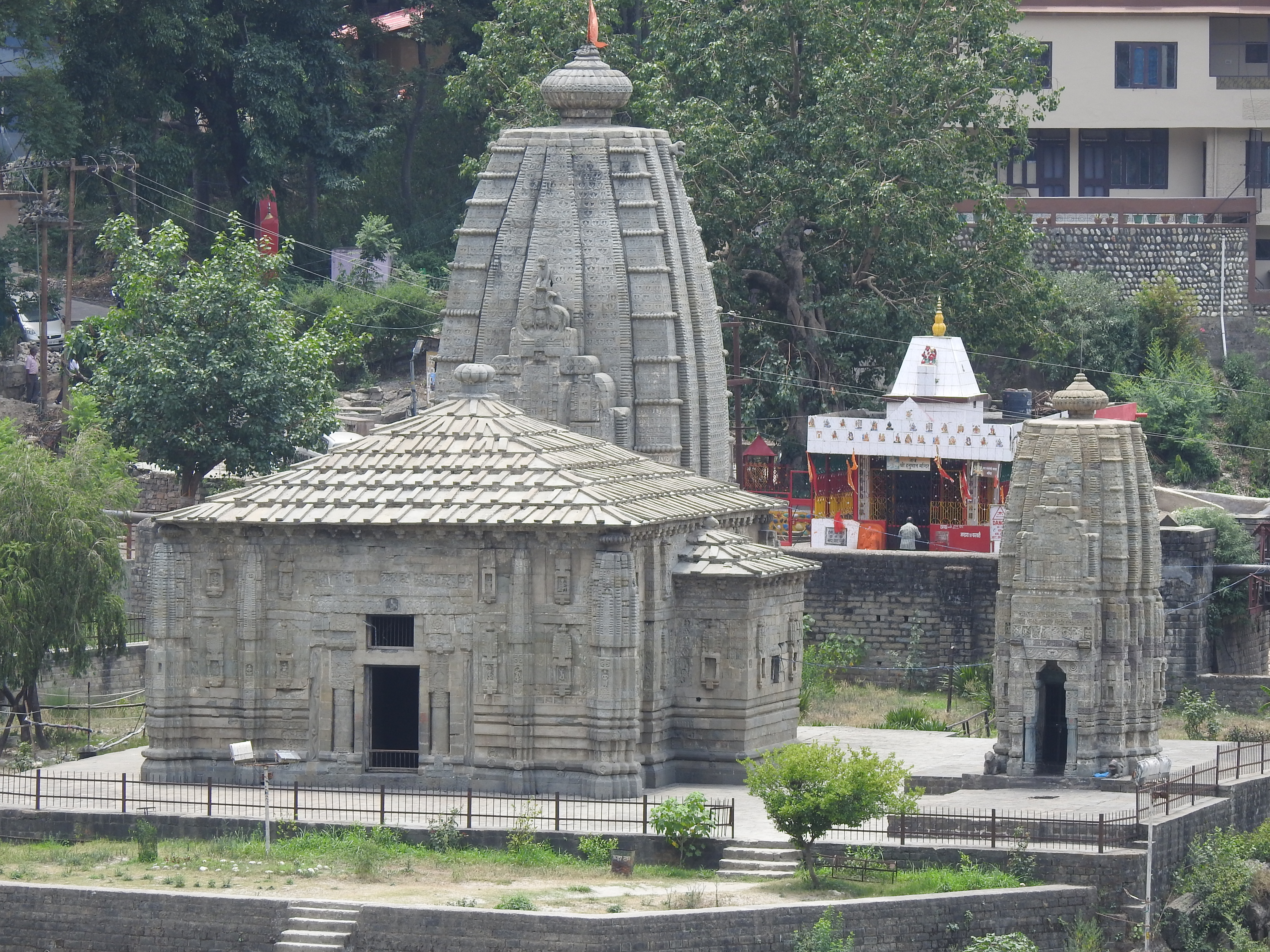
Triloknath Temple
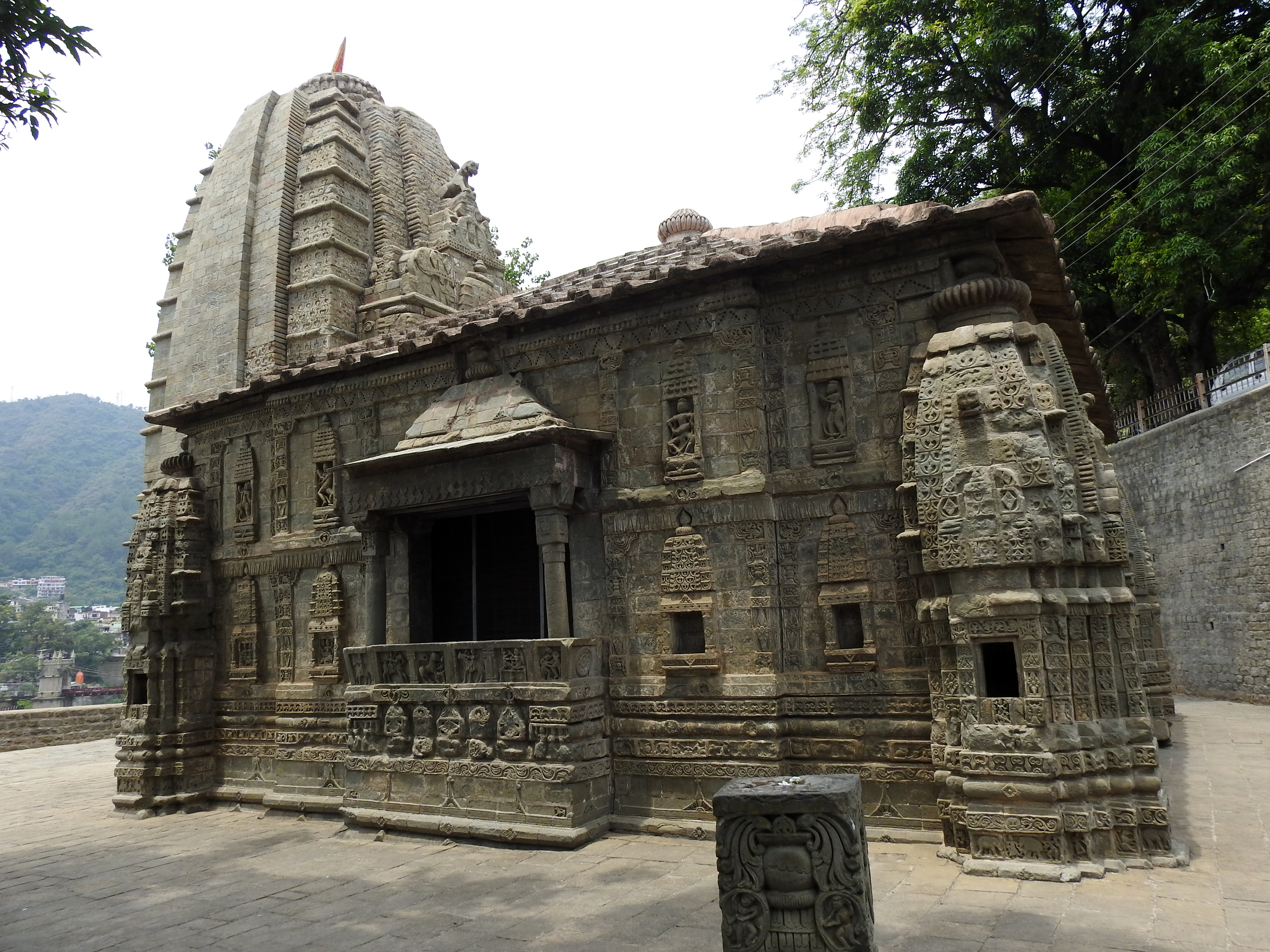
Triloknath Temple
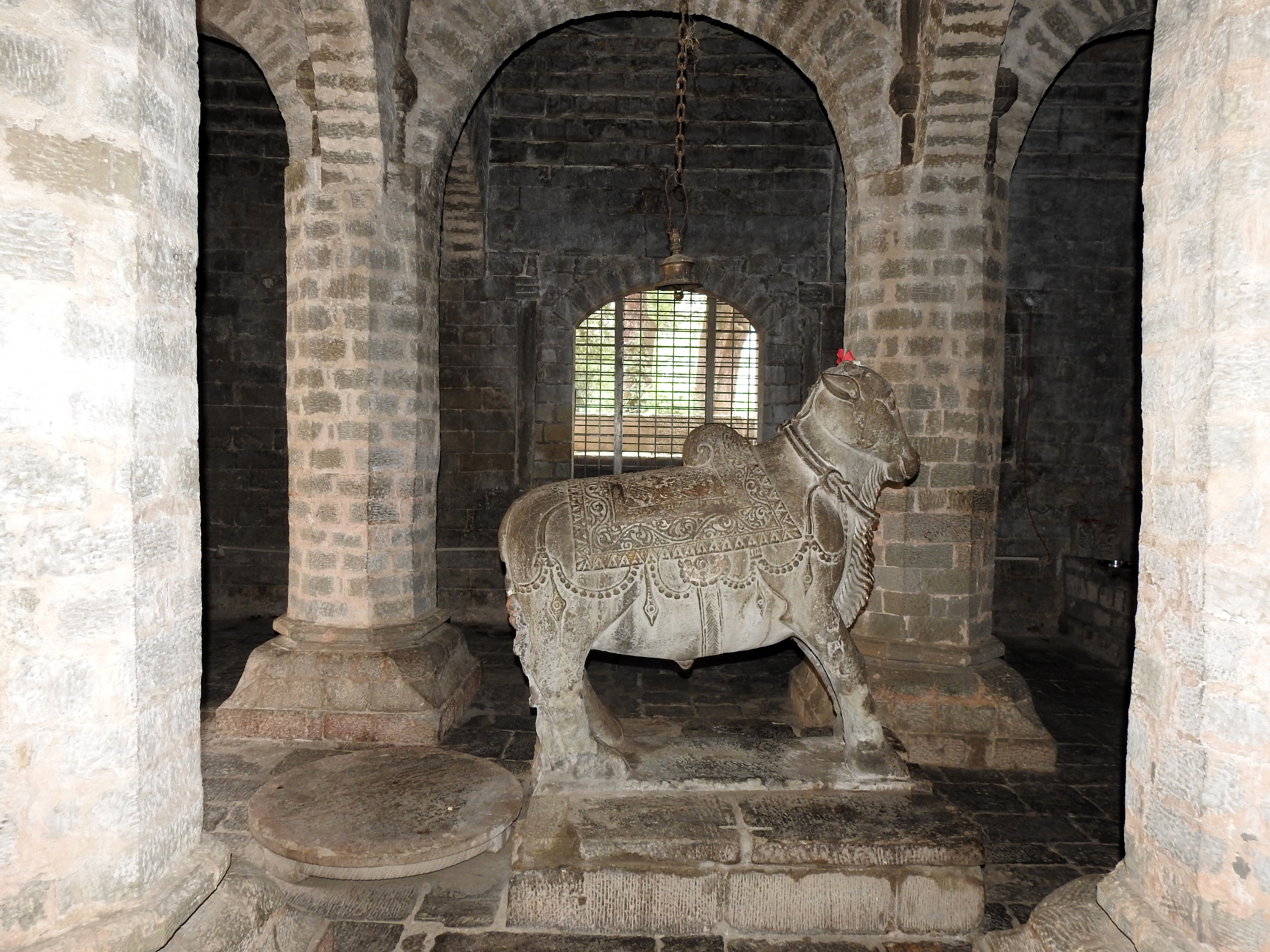
Triloknath Temple -inner view
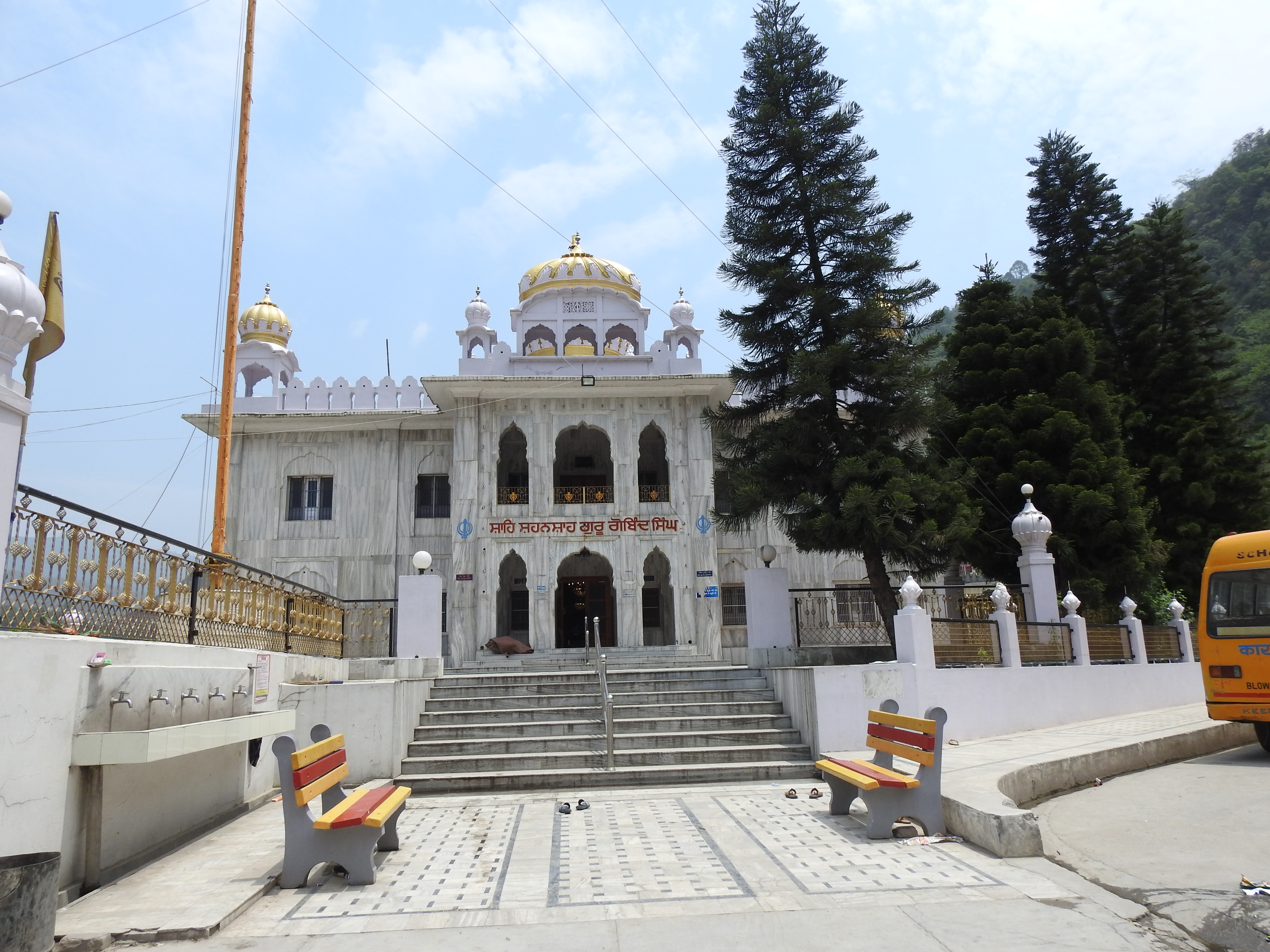
Gurudwara Palang Sahib
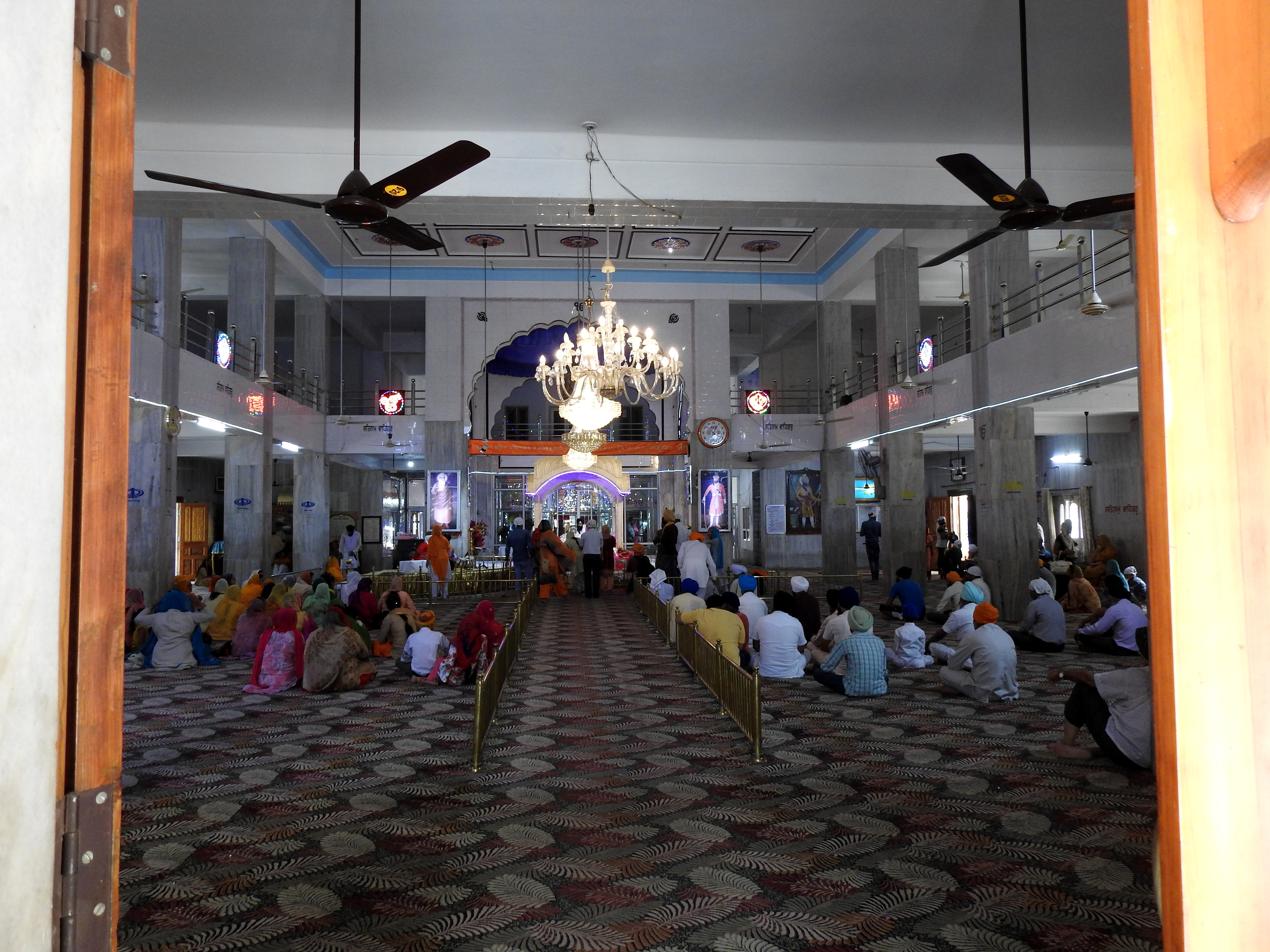
Gurudwara Palang -iner view
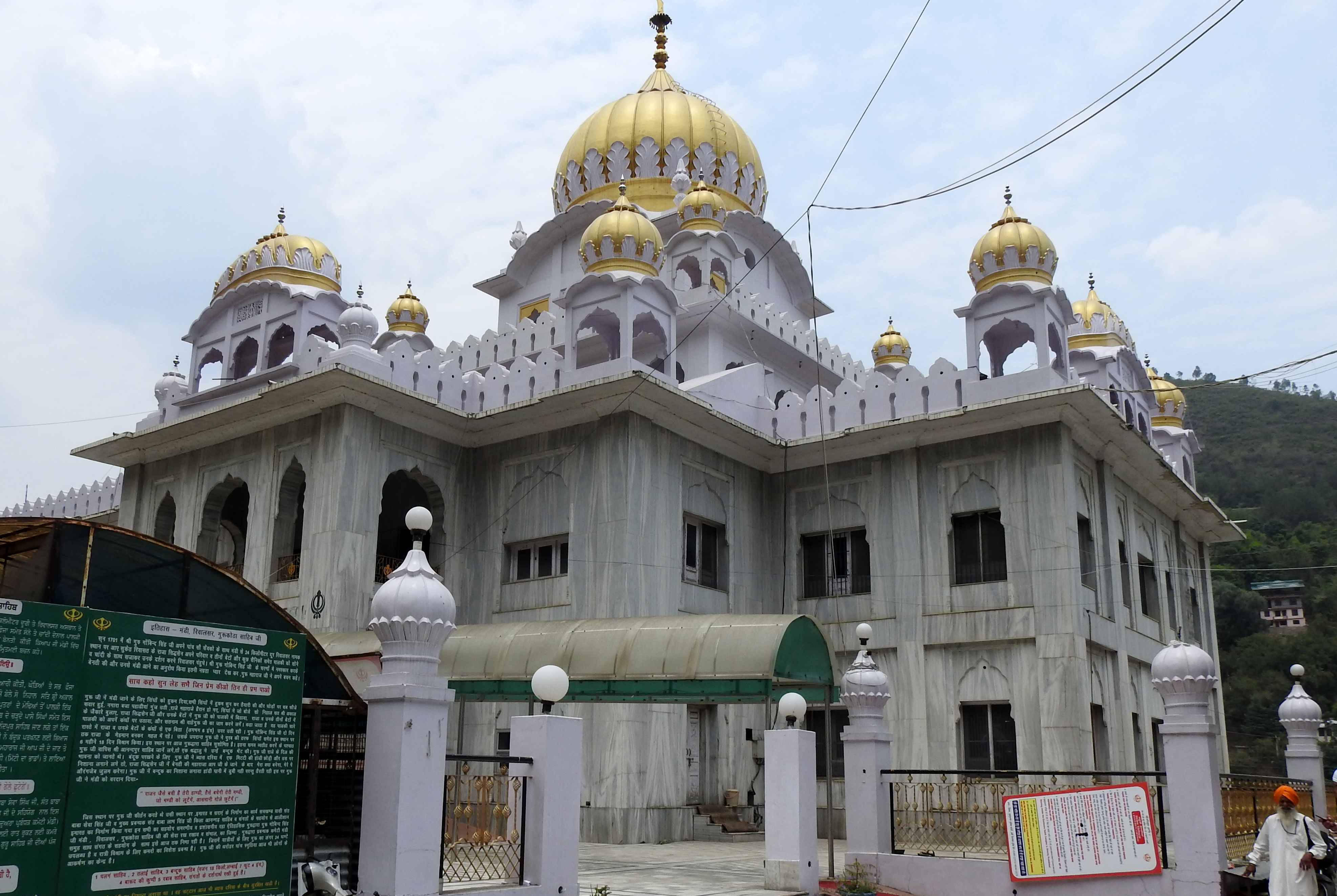
Gurudwara Palang Sahib-outer view
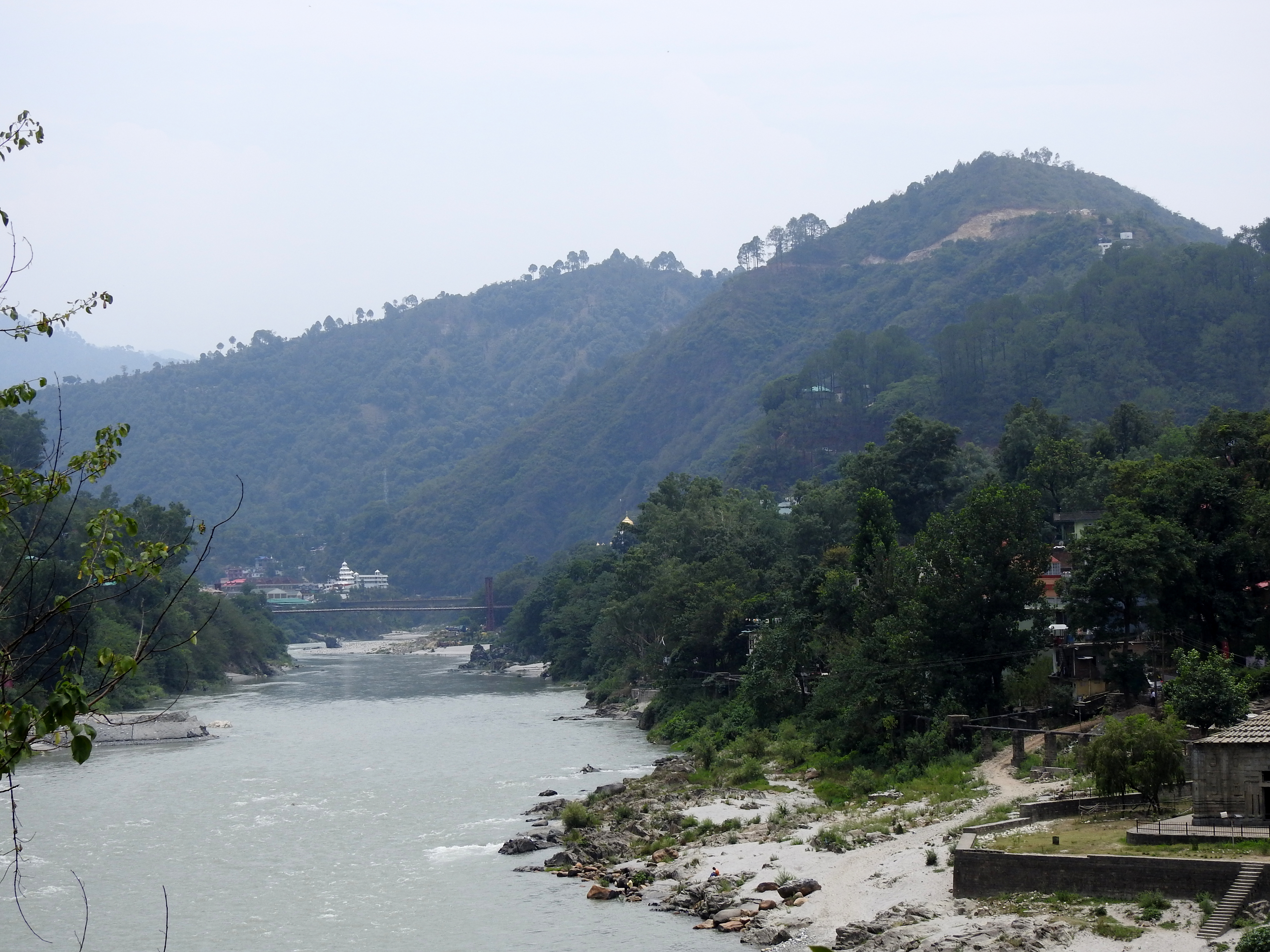
Bhimakali Temple -distant view
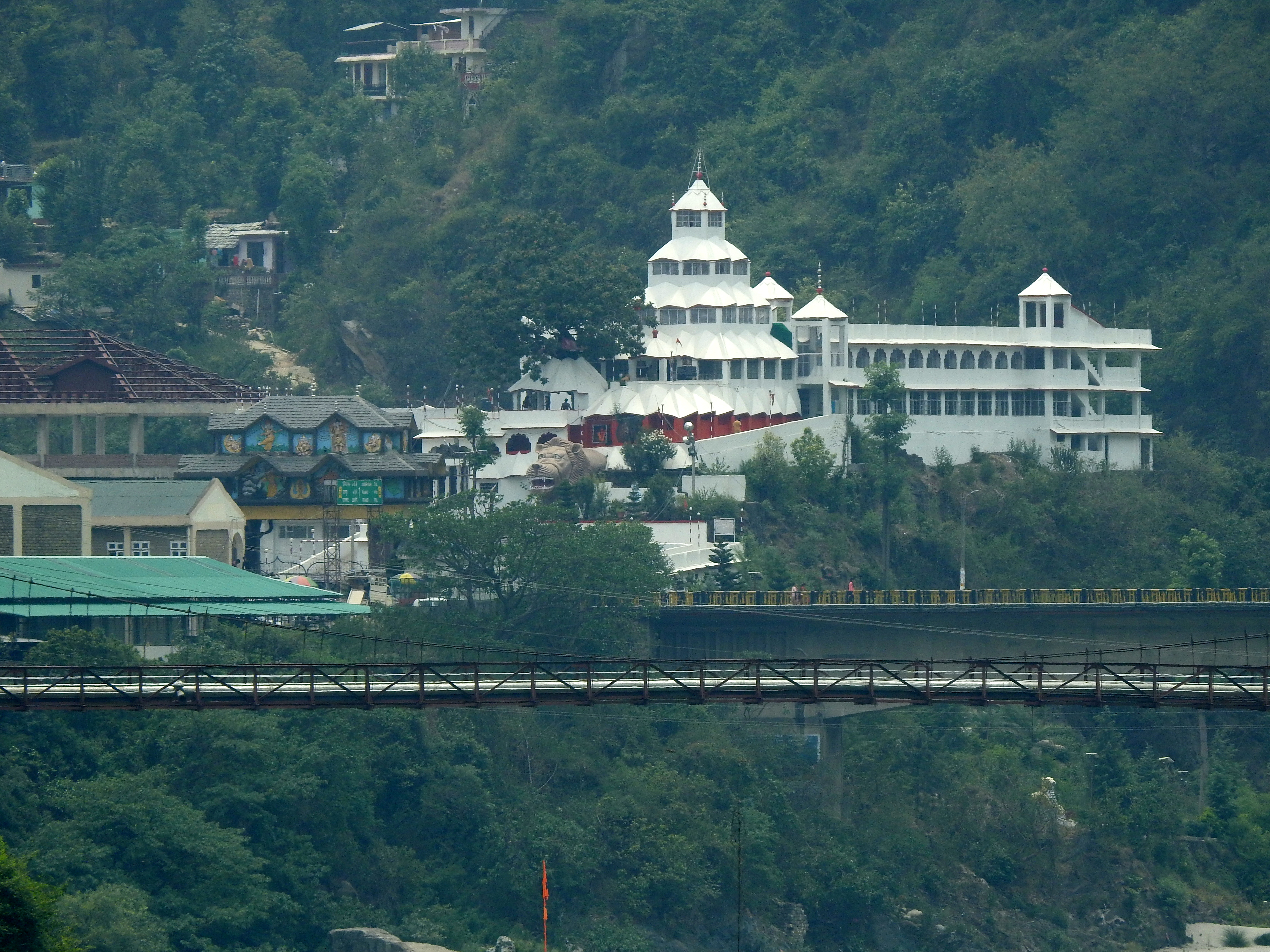
Bhimakali Temple-closer view